# Мартин, Мэри (актриса и певица)
Мэри Мартин (англ. Mary Martin; 1 декабря 1913[…], Уэтерфорд, Техас — 3 ноября 1990, Ранчо-Мираж, Калифорния) — американская актриса и певица, четырежды становившаяся обладательницей театральной премии «Тони».

## Биография

### Юные годы
Мэри Вирджиния Мартин (англ. Mary Virginia Martin) родилась 1 декабря 1913 года в небольшом техасском городке Уэтерфорд. Её отец, Престон Мартин, был юристом, а мать, Хуанита Пресли, учителем игре на скрипке. Хотя доктора предупредили Хуаниту, что она будет рисковать жизнью, если решит рожать ребёнка, она всё же не слушала ни чьи предупреждения, потому что очень хотела сына. Но в итоге родилась Мэри, впитавшая в себя мальчишеский характер и в детстве по праву звавшаяся сорванцом. Мэри была любимицей отца и её детство прошло в счастливой обстановке рядом со старшей сестрой Джеральдин.
Будучи уже молодой девушкой она стала выступать субботними вечерами в местном клубе, где пела в женском трио. У Мэри была очень хорошая память, что облегчало ей запоминать тексты песен, а также помогало и в учёбе. После окончания обучения школы в родном городе родители отправили её завершать обучение в город Нашвилл, из-за чего ей пришлось расстаться со своим молодым человеком Бенджамином Джексоном Хагманом. В Нэшвилле она хотя и участвовала в местных развлекательных программах, иногда подражая в пении Фанни Брайс, всё же тоска по дому и любимому человеку была намного сильнее. Во время визита домой на каникулах Мэри и Бэнджамин убедили её мать дать согласие на их свадьбу, и в 17 лет Мартин была уже замужней и беременной девушкой. Их сын, Ларри Хагман, впоследствии ставший популярным актёром, появился на свет в сентябре 1931 года.
Начавшаяся новая жизнь побудила Мэри бросить школу и посвятить себя мужу, вместе с которым она жила в доме её родителей. Но Мэри наверно не совсем понимала, на что идёт, выходя замуж и рожая ребёнка. Повседневные обязанности сильно тяготели над ней, и тогда она занялась сперва танцами, а потом и вовсе открыла свою собственную танцевальную школу.

### Начало карьеры
Желая набраться профессионализма, Мэри отправилась в Калифорнию, где посещала две знаменитые танцевальные школы, а по возвращении открыла ещё одну танцевальную студию в соседнем городке Минерал-Уэллс. Её танцевальная студия размещалась в крупном здании, где так же находились и другие студии, в том числе и музыкальные. Однажды Мартин совершенно случайно попала в одну из таких, где исполнив одну из знаменитых в те годы песен, привлекла к себе внимание музыкальных агентов из Калифорнии. Мэри взяли на работу в качестве певицы, и она стала исполнять песни в одном из театров Сан-Франциско, а позже и в Лос-Анджелесе.
Но в то же время Мэри не могла полностью посвятить себя карьере, так как в родном городе у неё оставался муж и сын. По совету отца она в 1936 году развелась с мужем и, бросив всё, уехала в Голливуд. После многочисленных проб ей всё же удалось заполучить работу на радио, где она пела в одной из музыкальных передач. Но этого ей было мало и, желая сильнее пробиться в мир шоу-бизнеса, она продолжала посещать различные пробы. После двух лет интенсивной работы на радио и в ночных клубах Мартин удалось привлечь к себе внимание знаменитого автора либретто Оскара Хаммерстайна II. Он во многом посодействовал тому, чтобы Мэри Мартин вскоре появилась на Бродвее.

### Бродвей

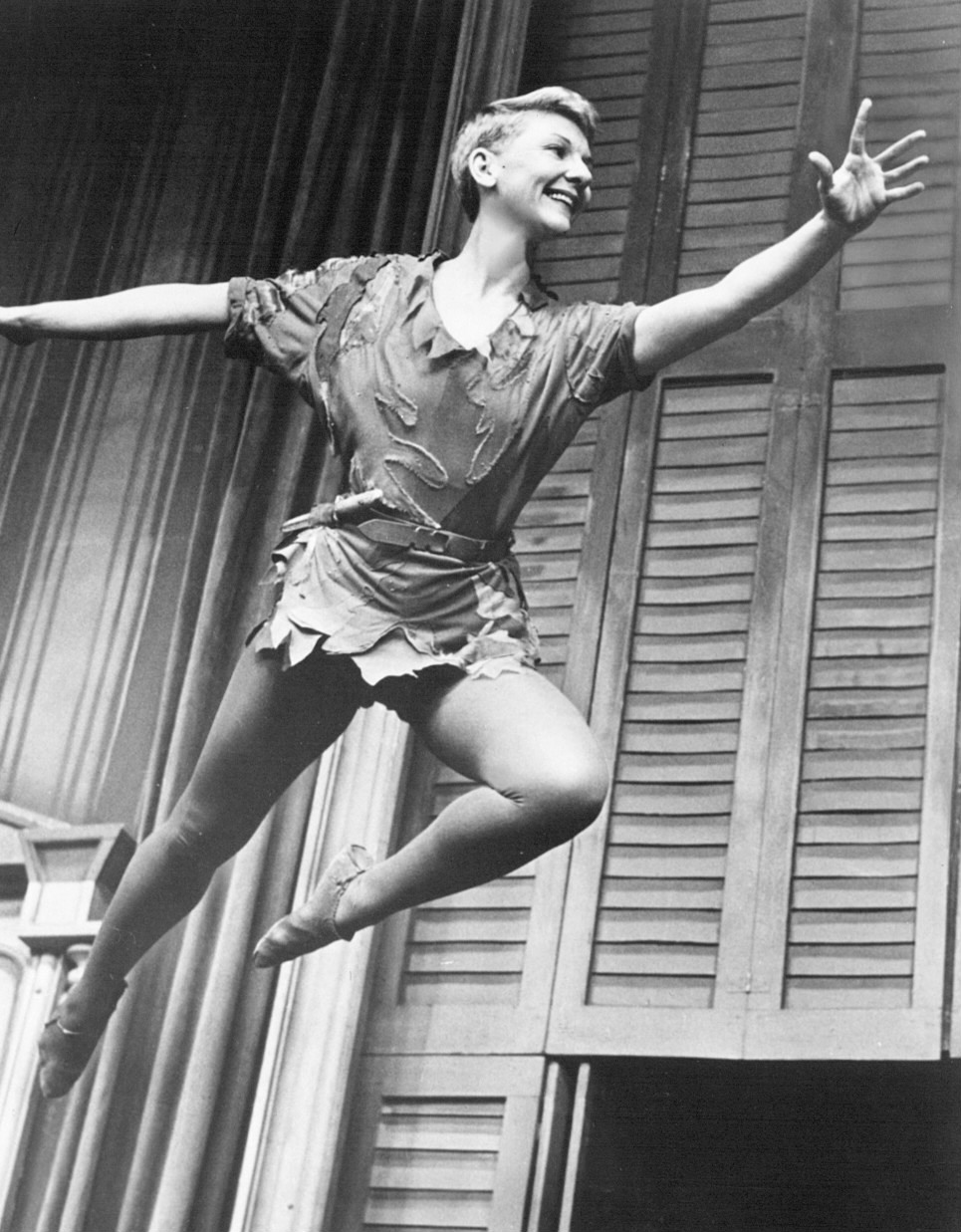
Мартин в роли Питера Пэна.

Её бродвейский дебют состоялся в 1938 году в мюзикле «Оставь это мне!», где Мэри, исполнив всего одну песню во втором акте, добилась большого успеха, став «звездой всего за одни сутки». В том же году стартовала и кинокарьера Мартин. В последующие несколько лет она появилась в музыкальных фильмах «Гнев Парижа» (1938), «Великий Виктор Херберт» (1939), «Ритм на реке» (1940), «Город Нью-Йорк» (1941) и «Рождение блюза» (1941).
В мае 1940 Мэри во второй раз вышла замуж, за репортёра и кинокритика Ричарда Холлидея. От него Мартин родила дочь Хэллер Холлидей, и оставалась с ним в браке до его смерти в марте 1973 года.
В 1943 году Мэри Мартин удостоилась премии Дональдсон и также награды нью-йоркских кинокритиков за своё появление в бродвейском мюзикле «Одно прикосновение Венеры». Первую премию «Тони» Мартин получила в 1948 году с пометкой за развитие театра в стране, а вторую — в 1950 году за роль в знаменитом мюзикле «Юг Тихого океана».
Одной из самых успешных и знаменитых бродвейских ролей Мэри Мартин стал Питер Пэн в одноимённом мюзикле. Роль мальчика, который не хочет взрослеть, Мартин исполняла с 1954 по 1960 год, а в 1955 получила за него свою третью премию «Тони». Одноимённая телевизионная адаптация мюзикла в 1955 году принесла ей также и «Эмми». Не меньшим успехом пользовался мюзикл «Звуки музыки», поставленный в 1959 году и в котором Мэри исполнила также главную роль. Эта роль, как впрочем, и всё её предыдущие бродвейские появления, не осталась незамеченной и принесла актрисе её четвёртую статуэтку «Тони». В 1965 году Мэри исполнила роль Долли Леви в знаменитом мюзикле «Хэлло, Долли!» в Лондоне, а затем отправилась с мюзиклом в мировое турне. Это стало последним крупным театральным появлением Мэри Мартин, после которого она всё же продолжала изредка появляться на Бродвее, но не с прежним огромным размахом.
Мэри Мартин многие годы была близкой подругой другой бродвейской звезды Этель Мерман, а в 1977 году они появились на одной театральной сцене в постановке «Вместе на Бродвее: Мэри Мартин и Этель Мерман».

### Последние годы
В 1982 году Мэри Мартин попала в автокатастрофу и была госпитализирована в центральный госпиталь Сан-Франциско с переломами двух рёбер, таза и сильным повреждением лёгкого. Помимо неё в машине находился её пресс-агент, который погиб на месте, и подруга, актриса Джанет Гейнор, которая умерла спустя два года, так и не оправившись после аварии.
В последний раз на театральной сцене Мартин появилась в 1986 году в пьесе «Легенды» с Кэрол Чэннинг в главной роли. После годового турне, начавшегося в Далласе в январе 1986, её актёрская карьера завершилась. В 1989 году она стала лауреатом премии Центра искусств имени Джона Ф. Кеннеди за достижения всей её жизни. Мэри Мартин не стало спустя год после этого. Она скончалась от рака 3 ноября 1990 года в своём доме в городке Ранчо-Мираж в Калифорнии в возрасте 76 лет. Её похоронила на кладбище в её родном Витерфорте в Техасе.

## Награды
- Тони

1948 — «Специальная премия»
1950 — «Лучшая женская роль в мюзикле» («Юг Тихого океана»)
1955 — «Лучшая женская роль в мюзикле» («Питер Пэн»)
1960 — «Лучшая женская роль в мюзикле» («Звуки музыки»)
- Эмми

1955 — «Лучшая актриса второго плана в телефильме или мини-сериале» («Питер Пэн»)